# Chen Kuei-ru
Chen Kuei-ru (* 22. September 1993 in Sihu) ist ein taiwanischer Hürdenläufer, der sich auf die 110-Meter-Distanz spezialisiert hat.

## Sportliche Laufbahn
Erste internationale Erfahrungen sammelte Chen Kuei-ru bei den Asienspielen im südkoreanischen Incheon, bei denen er mit 13,91 s im Vorlauf ausschied. 2016 wurde er bei den Hallenasienmeisterschaften in Doha in 7,81 s Vierter im 60-Meter-Hürdenlauf. Im Jahr darauf belegte er bei den Asienmeisterschaften in Bhubaneswar in 13,82 s Rang sechs und gewann bei der Sommer-Universiade in Taipeh in 13,55 s die Silbermedaille hinter dem Ungarn Balázs Baji. 2018 nahm er erneut an den Asienspielen in Jakarta teil und gewann dort in 13,39 s ebenfalls die Silbermedaille hinter dem Chinesen Xie Wenjun. Im Jahr darauf gewann er bei den Asienmeisterschaften in Doha mit Egalisierung seinen Landesrekordes die Bronzemedaille hinter Xie und dem Kuwaiter Yaqoub Mohamed al-Youha. Damit qualifizierte er sich erstmals für die Weltmeisterschaften, die ebenfalls in Doha stattfanden und gelangte dort bis in das Halbfinale, in dem er mit 13,52 s ausschied. 2021 nahm er an den Olympischen Spielen in Tokio teil und erreichte dort das Semifinale, in dem er mit 13,57 s ausschied. Auch bei den Hallenweltmeisterschaften im Jahr darauf in Belgrad schied er über 60 m Hürden mit 7,67 s im Halbfinale aus. Im Juli kam er bei den Weltmeisterschaften in Eugene mit 13,82 s nicht über den Vorlauf hinaus.
2023 gewann er bei den Hallenasienmeisterschaften in Astana in 7,68 s die Silbermedaille über 60 m Hürden hinter dem Kasachen Dawid Jefremow. Im Juli verpasste er dann bei den Freiluftmeisterschaften in Bangkok mit 13,89 s den Finaleinzug. Im August schied er bei den Weltmeisterschaften in Budapest mit 13,72 s in der ersten Runde aus und kam im Oktober bei den Asienspielen in Hangzhou im Vorlauf nicht ins Ziel.
In den Jahren 2018 und 2022 wurde Chen Taiwanischer Meister im 110-Meter-Hürdenlauf. Er absolvierte ein Studium an der National Taiwan Sport University.

## Persönliche Bestleistungen
- 100 m Hürden: 13,34 s (+0,1 m/s), 25. Mai 2019 in Taipeh (taiwanischer Rekord)
  - 60 m Hürden (Halle): 7,67 s, 20. März 2022 in Belgrad (taiwanischer Rekord)